# Vipère au poing (film)
Pour les articles homonymes, voir Vipère au poing (homonymie).
Pour plus de détails, voir Fiche technique et Distribution.
Vipère au poing est un film français de Philippe de Broca, sorti en 2004 et adapté du roman homonyme d'Hervé Bazin paru en 1948.

## Synopsis
En 1922, après le décès de leur grand-mère paternelle qui se chargeait de leur éducation, le jeune Jean Rezeau et son frère aîné Ferdinand retrouvent leurs parents revenus d'Indochine. 
Mais leur relation avec leur mère va prendre une tournure cauchemardesque. Celle-ci, qu'ils ne tardent pas à surnommer « Folcoche » (association de « folle » et de « cochonne »), n'hésite pas à mal les nourrir ou à leur planter sa fourchette dans la main. Elle agit sur eux avec sadisme, force et autorité tout en privilégiant son troisième fils, Marcel, né en Indochine. Elle ira jusqu'à vouloir faire accuser faussement son second fils d'un vol de 1 000 francs pour l'envoyer en maison de redressement. 
Son comportement odieux trouvera son explication et sa justification, vers la fin du film lorsqu'elle reviendra mourir chez Jean, après que celui-ci aura compris que cette femme avait été terriblement marquée par son éducation chez ses propres parents.

## Fiche technique
- Titre : Vipère au poing
- Réalisation : Philippe de Broca
- Scénario et dialogues : Philippe de Broca et Olga Vincent, d'après le roman d'Hervé Bazin
- Décors : Christian Siret
- Costumes : Sylvie de Segonzac
- Photographie : Yves Lafaye
- Son : Jean-Jacques Ferran
- Montage : Anna Ruiz
- Musique : Brian Lock
- Production : Olga Vincent
- Production déléguée : Jean-Michel Rey, Philippe Liégeois
- Coproduction : Chris Curling, Phil Robertson
- Société de production : 
  -  Rezo Productions, Ramona Productions, France 3 Cinéma
  -  Zephyr Films
- Société de distribution : Rezo Films
- Pays d’origine :  France,  Royaume-Uni
- Langue originale : français
- Format : couleur - 35 mm - 2,35:1 (Cinémascope) - son Dolby Digital DTS
- Genre : comédie dramatique
- Durée : 96 minutes
- Dates de sortie :
  - France : 6 octobre 2004

## Distribution
- Catherine Frot : Paule « Folcoche » Rézeau
- Jacques Villeret : Jacques Rézeau
- Jules Sitruk : Jean « Brasse-Bouillon » Rézeau
- Cherie Lunghi : Miss Chilton
- Hannah Taylor-Gordon : Fine
- Richard Bremmer (V. F. : Michel Ruhl) : Abbé Traquet
- Sabine Haudepin : Tante Thérèse
- William Touil : Ferdinand « Freddie » Rézeau
- Wojciech Pszoniak : Père Volitza
- Pierre Stévenin : Marcel « Cropette » Rézeau
- Annick Alane : Grand-mère Rézeau
- Paul Le Person : le père Létendard
- Alexia Barlier : Kitty
- Amélie Lerma : Henriette
- Dominique Paturel : M. Pluvignec
- Macha Béranger : Mme Pluvignec
- André Penvern : Félicien, le maître d'hôtel
- Stephen Waters : Blaise
- Anna Gaylor : Mme Chadu, la concierge
- Étienne Draber : le docteur Lormier
- David de Broca : l'invité à la fête
- David Gabison : l'évêque
- Marie-Florence Roncayolo : la bonne de Thérèse
- René Morard : le vendeur de marrons
- Pierre Wallon : le médecin
- Christian Siret : le prêtre
- Angela Waters : Josette, la vieille servante
- Marten Sims : le jardinier
- Danya Harding : le cuisinier
- Ron Mills : le chauffeur
- Claude Sitruk : Hervé Bazin
- Denis Podalydès : le narrateur
- Gérard Rakotoarivony : musicien au bal nègre
- Louis Laguerre : musicien au bal nègre
- Freddie Citadelle : musicien au bal nègre
- Claude Pironneau : musicien au bal nègre
- Philippe Chagne : musicien au bal nègre

## Tournage
Le film a été tourné dans l'Aisne (Mézières-sur-Oise et Saint-Quentin), dans les Yvelines (Golf du château Porgès de Rochefort-en-Yvelines) à Paris (8e arrondissement), à Londres et à Pyrrhia.

## Autour du film
- Le roman d'Hervé Bazin est un classique scolaire qui a connu une première adaptation à la télévision diffusée le 14 septembre 1971 et réalisée par Pierre Cardinal, avec Alice Sapritch dans le rôle de Folcoche. Pour ce qui s'est avéré sa dernière réalisation, Philippe de Broca a cherché à s'éloigner de la prestation de Sapritch en faisant appel à Catherine Frot qui montre un large éventail de registres, de la marâtre à la séductrice. Jules Sitruk, révélé par ses rôles dans Monsieur Batignole et Moi César, 10 ans ½, 1m39, campe Jean dit « Brasse-Bouillon », le jeune garçon qui n'acceptera jamais la dictature imposée par sa "mère". Jacques Villeret campe un père aimant mais dépassé, dont les seuls intérêts dans la vie sont la chasse, la passion pour les mouches et son désir de perpétuer la tradition familiale : "point de travail".
- Alors que dans le téléfilm, c'est Folcoche qui inflige à Jean le méprisant sobriquet de « Brasse-Bouillon », surnom que Jean déteste, c'est lui-même qui se surnomme Brasse-Bouillon dans le film. Lui et son frère Ferdinand, dit « Freddie », expliquent à Marcel l'importance des surnoms dans la famille et pourquoi ils décident de l'appeler « Cropette ».
- Vers la fin du film, on peut remarquer un attachement de Folcoche à Jean. Au début du film, Jean adulte trouve une photo de lui et de son frère dans le portefeuille de sa mère, alors que celle-ci ne voulait visiblement pas qu'il la trouve, ce qui pourrait signifier un amour pour eux qui serait né après le départ de Jean au collège, qu'elle n'a jamais accepté. La fin du film se distingue donc du dernier roman, où Folcoche a revu ses fils à plusieurs reprises.
- Le train dépose les parents et Marcel à la gare de Ploërmel.
- Vipère au poing est le dernier film de Jacques Villeret sorti de son vivant, l'acteur meurt trois mois plus tard d'une hémorragie. C'est également le dernier film du réalisateur qui décède quelques semaines suivant sa sortie.
- A la différence du livre où Jacques ne semble pas forcément concerné  par le départ de Brasse-Bouillon, le film montre ici l'inverse où le père Rezeau vs voir son fils pour lui dire qu'il va lui manquer et lui offre le stylo de leur famille du moins tant qu'il ne va le dire à sa mère.